# عيون بصال (سيدي علال التازي)
عيون بصال هي إحدى مشيخات المملكة المغربية، تتبع جغرافيا لإقليم القنيطرة وإداريًا لسيدي علال التازي. يقدر عدد سكانها بـ 15990 نسمة حسب الإحصاء الرسمي للسكان والسكنى لسنة 2004.